# Maraial
Maraial est une municipalité brésilienne située dans l'État du Pernambouc.